# 賭神秘笈'93
《賭神秘笈'93》，又名《賭神秘笈之賭魔》（英語：Gamblers' Dream），香港亞洲電視劇集，1993年本港台首播。共20集，由江華、萬綺雯、張家輝、何美婷領銜主演，楊玉梅、尹天照、劉　丹聯合主演，李愛瓊監製。

## 剧情简介
一群幽默诙谐的赌徒，赌术、千术变幻无穷，ATV爆笑作品！看张家辉、江华如何从街头混混练成赌神秘笈，与赌魔一决高下！不学无术的程天朗与街头霸主何星龙联手成为赌场最佳拍档，二人遇见高贵美丽的李敏，心生歹念，谁知敏略施巧计让他们踢到铁板，所谓道高一尺魔高一丈，朗与龙遇到女老千！

## 演員表

### 主要演員
| 演員   | 角色   | 暱稱/關係                             |
| 江 華  | 程天朗 | 何星龙之好友 李敏之鬥氣寃家，後為情侣 |
| 萬綺雯 | 李 敏  | 程天朗之鬥氣寃家，後為情侣            |
| 張家輝 | 何星龙 | 程天朗之好友 春丽之鬥氣寃家，後為情侣 |
| 何美婷 | 春 丽  | 何星龙之鬥氣寃家，後為情侣            |

### 其他演员
- 楊玉梅 饰 成大志之妹
- 尹天照 饰 成大志
- 鮑起靜 饰 李敏之母
- 劉錫賢 饰 赌魔之子
- 梁　珊 饰 花　姑
- 羅青浩 饰 成大志叔父
- 羅　烈 饰 赌　魔
- 潘志文 饰 柯　正
- 劉　丹
- 胡渭康
- 盧海鵬 饰 赌　神
- 煒　烈 饰 賭　霸
- 張　錚
- 甘　山
- 余文炳
- 關偉倫
- 司馬華龍
- 陳　東
- 劉　準
- 鄒偉倫
- 韋家雄 饰 墨斗手下
- 仲　煒
- 駱達華 饰 墨　斗
- 冼灝英 饰 黑　牛
- 陳劍雲
- 陳麗雲
- 曾贊安
- 戴耀明
- 丘展鵬
- 曹孝宗
- 李陽春
- 鄭恕峰
- 嘉　俊
- 鄭文霞
- 凌腓力
- 江　圖
- 羅潤平
- 王清河
- 洪泳森
- 易君鴻
- 徐二牛
- 吳曼麗
- 梁錦發
- 程文意
- 馮　國
- 黃素歡
- 嚴秋華
- 陳嘉偉
- 劉國武
- 楊菁菁
- 曾守明